# Maksim Szałunow
Maksim Walerjewicz Szałunow, ros. Максим Валерьевич Шалунов (ur. 31 stycznia 1993 w Czelabińsku) – rosyjski hokeista, reprezentant Rosji.

## Kariera
- Traktor Czelabińsk do lat 16 (2008-2009)
- Traktor Czelabińsk do lat 17 (2009-2010)
- Traktor Czelabińsk do lat 16 (2008-2009)
- Biełyje Miedwiedi Czelabińsk (2009-2012)
- Traktor Czelabińsk (2010/2011, 2012/2013)
- Czełmiet Czelabińsk (2012/2013)
- Rockford IceHogs (2013-2014)
- Toledo Walleye (2013-2014)
- Sibir Nowosybirsk (2014-2017)
  -  Jermak Angarsk (2014/2015)
- CSKA Moskwa (2017-2021)
- Łokomotiw Jarosław (2021-)

Wychowanek Traktora Czelabińsk. W maju 2010 w KHL Junior Draft został wybrany przez tenże klub z numerem 15. Przez cztery sezony grał w juniorskich rozgrywkach MHL. W barwach Traktora zadebiutował także w seniorskich rozgrywkach KHL, a także w barwach Czełmietu grał w lidze WHL do 2013. W NHL Entry Draft 2011 został wybrany przez Chicago Blackhawks z numerem 109. W październiku 2013 został zawodnikiem Rockford IceHogs w rozgrywkach AHL. W jego barwach grał sezonie AHL (2013/2014), a także w drużynie Toledo Walleye w lidze ECHL. W czerwcu 2014 prawa do niego nabył od Traktora klub Admirał Władywostok, a w lipcu 2014 przejął Sibir Nowosybirsk. Rozegrał tam trzy sezony KHL. Wiosną 2017 przeszedł do CSKA Moskwa. Tam w lipcu 2020 przedłużył kontrakt o kolejny rok. W sierpniu 2021 ogłoszono jego zakontraktowanie przez Łokomotiw Jarosław i podpisanie trzyletniego kontraktu.
W barwach juniorskich kadr Rosji uczestniczył w turniejach mistrzostw świata do lat 17 edycji 2010, mistrzostw świata juniorów do lat 18 edycji 2010, 2011, mistrzostw świata juniorów do lat 20 edycji 2013. W barwach reprezentacji seniorskiej uczestniczył w turnieju mistrzostw świata edycji 2018. W składzie reprezentacji Rosyjskiego Komitetu Olimpijskiego (ang. ROC) brał udział w turnieju MŚ edycji 2021.

## Sukcesy
Reprezentacyjne
- Brązowy medal mistrzostw świata juniorów do lat 18: 2011
- Brązowy medal mistrzostw świata juniorów do lat 20: 2013
- Złoty medal Junior Super Series: 2013

Klubowe
- Pierwsze miejsce w Dywizji Czernyszowa KHL: 2015 z Sibirem Nowosybirsk
- Pierwsze miejsce w Dywizji Tarasowa w sezonie zasadniczym: 2018, 2019, 2020 z CSKA Moskwa
- Srebrny medal mistrzostw Rosji: 2018 z CSKA Moskwa
- Finał KHL o Puchar Gagarina: 2018 z CSKA Moskwa
- Pierwsze miejsce w Konferencji Zachód w sezonie zasadniczym: 2019, 2020 z CSKA Moskwa
- Puchar Kontynentu: 2019, 2020 z CSKA Moskwa
- Złoty medal mistrzostw Rosji: 2019, 2020 z CSKA Moskwa, 2025 z Łokomotiwem
- Puchar Gagarina: 2019 z CSKA Moskwa, 2025 z Łokomotiwem

Indywidualne
- MHL (2011/2012):
  - Szóste miejsce w klasyfikacji strzelców w sezonie zasadniczym: 30 goli[8]
  - Dwudzieste miejsce w klasyfikacji asystentów w sezonie zasadniczym: 30 asyst[9]
  - Jedenaste miejsce w klasyfikacji kanadyjskiej w sezonie zasadniczym: 60 punktów[10]
- KHL (2016/2017): Mecz Gwiazd KHL
- KHL (2017/2018): pierwsze miejsce w klasyfikacji +/- w sezonie zasadniczym: +28[11][12][13]
- KHL (2020/2021):
  - Pierwsze miejsce w klasyfikacji strzelców w fazie play-off: 12 goli
    - Pierwsze miejsce w klasyfikacji strzelców zwycięskich goli meczowych w fazie play-off: 7 goli

  - Trzecie miejsce w klasyfikacji kanadyjskiej w fazie play-off: 18 punktów
  - Pierwsze miejsce w klasyfikacji +/- w fazie play-off: +12
- KHL (2022/2023):
  - Czwarte miejsce w klasyfikacji strzelców w sezonie zasadniczym: 29 goli
  - Drugi miejsce w klasyfikacji strzelców zwycięskich goli meczowych w sezonie zasadniczym: 9 goli
- KHL (2024/2025):
  - Zwycięski gol w dogrywce meczu Łokomotiw Jarosław - Traktor Czelabińsk 2:1, przesądzającym o wygranej w rywalizacji 4:1 i mistrzostwie KHL (21 maja 2025)[14][15]
  - Pierwsze miejsce w klasyfikacji strzelców zwycięskich goli meczowych w fazie play-off: 5